# Deutsche Photographen-Zeitung

Deutsche Photographen-Zeitung
Foto: „Hofphotograph“ Otto Renard, Beilage zur Nr. 33 der DPZ, Jahrgang 1903

Die Deutsche Photographen-Zeitung (DPZ) war eine von 1876 bis 1924 in Deutschland erscheinende Zeitschrift und laut ihrem Untertitel zugleich das Mitteilungs-„Organ des Photographen-Vereins …“. Das Blatt erschien ab 1876, anfangs in Weimar im Selbstverlag der Fotografen-Organisation und später bis 1924 in Leipzig bei Karl Schwier.